# 博蘇特河

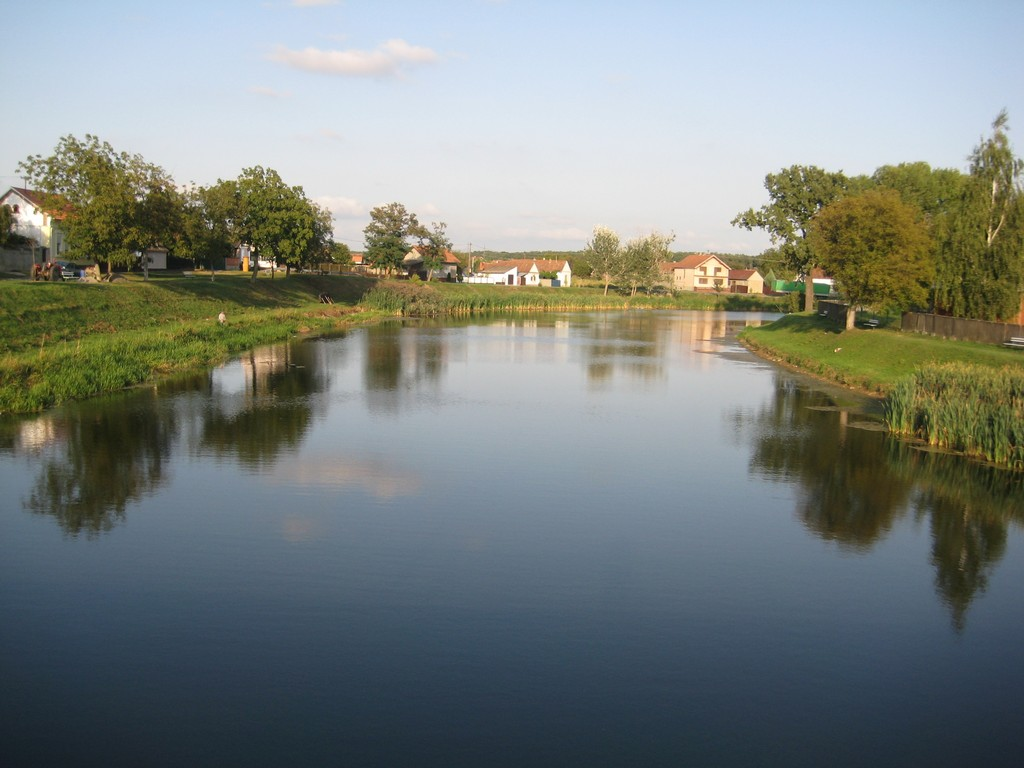

博蘇特河是歐洲中部的河流，屬於薩瓦河的左支流，發源自切爾納，流經克羅地亞東部和塞爾維亞西北部，河道全長186公里，流域面積3,097平方公里。